# Egestria rubicunda
Egestria rubicunda is een keversoort uit de familie snoerhalskevers (Anthicidae). De wetenschappelijke naam van de soort is voor het eerst geldig gepubliceerd in 1887 door Macleay.